# Liste der Stolpersteine in Haan
In der Liste der Stolpersteine in Haan werden die vorhandenen Gedenksteine aufgeführt, die im Rahmen des Projektes Stolpersteine des Künstlers Gunter Demnig bisher in Haan verlegt worden sind.

## Verlegte Stolpersteine
| Adresse                    | Name          | Inschrift | Verlegedatum  | Bild                                              | Anmerkung                       |
| -------------------------- | ------------- | --- | ------------- | ------------------------------------------------- | ------------------------------- |
| Fliederstraße 3 (Standort) | Max Kramer    | Hier wohnte Max Kramer Jg. 1898 im Widerstand/KPD ‘Schutzhaft’ 1933 Gefängnis Wuppertal von SA überfallen / ermordet 28.7.1933 | 16. Feb. 2007 | Stolperstein Haan, Fliederstraße 3, Max Kramer    |                                 |
| Kaiserstraße 55 (Standort) | Jeanette Höhn | Hier lebte Jeanette Höhn geb. Berg Jg. 1868 deportiert 1942 Theresienstadt ermordet 24.4.1943                                  | 16. Feb. 2007 | Stolperstein Haan, Kaiserstraße 55, Jeanette Höhn | geboren am 8. Juni 1868 in Köln |